# 宮津市立前尾記念文庫
宮津市立前尾記念文庫（みやづしりつまえおきねんぶんこ）は、京都府宮津市にある記念文庫・資料館。

## 歴史

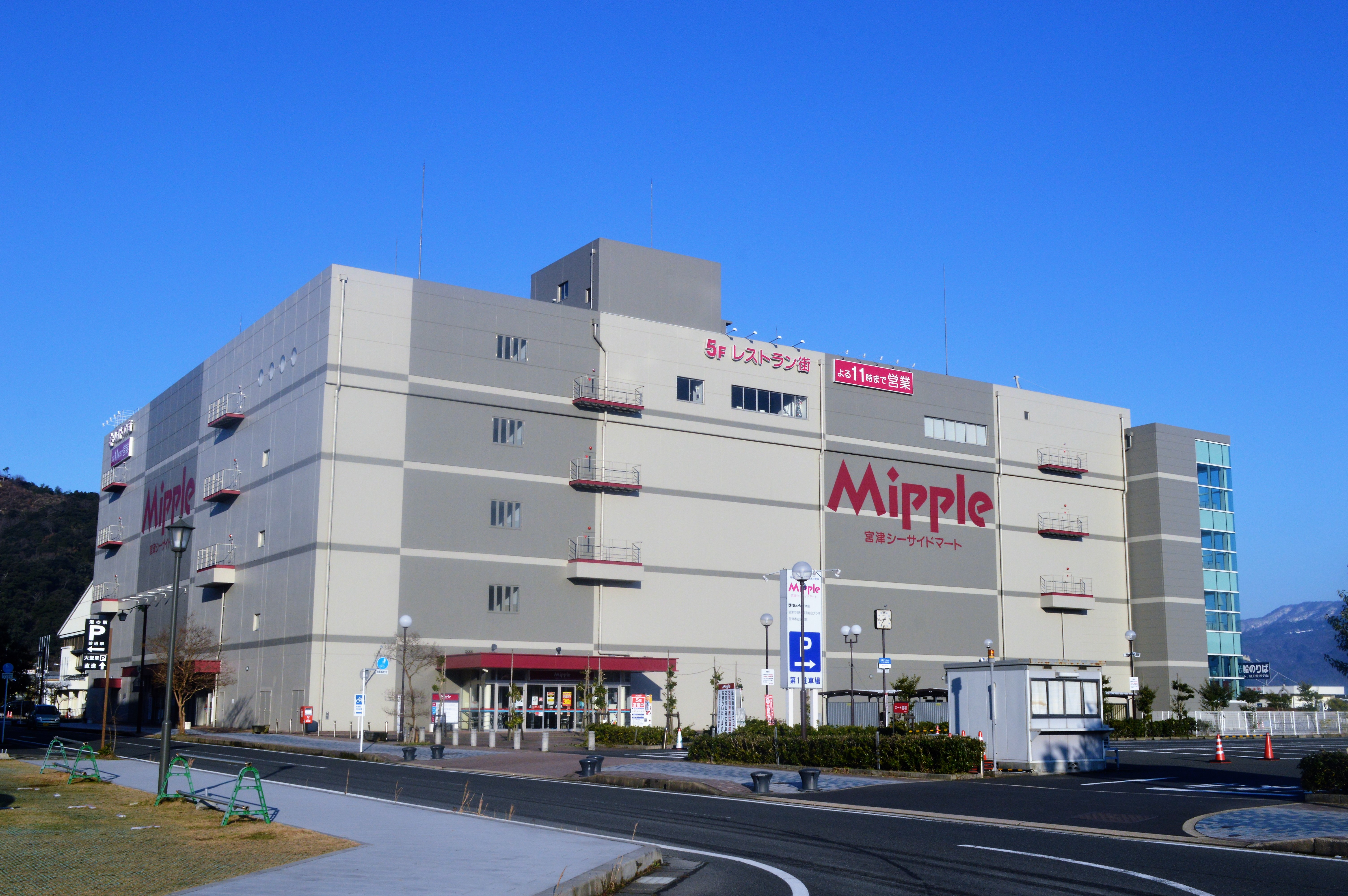
2017年から宮津市立図書館がある宮津阪急ビル（ミップル）

1973年（昭和48年）から1976年（昭和51年）まで第58代衆議院議長を務めた前尾繁三郎は与謝郡宮津町出身である。前尾が1981年（昭和56年）7月23日に死去した際の遺志で、遺族から前尾の蔵書約35,000冊と建設資金が宮津市に寄贈された。宮津市は記念文庫の建設と銅像の設置を計画し、国や京都府からの援助も受けて、前尾の死去からちょうど2年後の1983年（昭和58年）7月23日に宮津市立前尾記念文庫が開館した。
宮津市立前尾文庫は1971年（昭和46年）7月に開館していた宮津市立図書館の南側に建設されており、東側には大手川が流れている。竣工式には林田悠紀夫京都府知事、鈴木善幸前内閣総理大臣などが列席している。建物入口前には前尾の銅像が鎮座している。2017年（平成29年）11月27日に宮津市立図書館が宮津阪急ビル3階に移転すると、前尾記念文庫の蔵書約29,000冊が宮津市立図書館の「前尾記念文庫コーナー」に移動・移管された。「前尾記念文庫コーナー」には前尾の胸像があり、肖像が掲げられている。

## 蔵書
経済学や政治学に加えて、歴史、思想、民俗学、芸術、古典文学、現代小説、児童書まで、さまざまな分野の文献を所蔵している。

### 明治元勲書簡
明治期（元勲）を中心として大正・昭和までの長期にわたる著名政治家の書簡原本224点を1983年の開館時から所蔵していたが、学術的な調査や整理がなされずに未公開の状態が続いていた。2000年（平成8年）10月には宮津市が佛教大学に調査研究を委託し、研究会が組織されて調査を行った。この書簡群は2004年（平成16年）に思文閣出版から『宮津市立前尾記念文庫所蔵 元勲・近代諸家書簡集成』（著者は佛教大学近代書簡研究会）として刊行されている。
- 書簡の発信者 : 138人[2]
  - 木戸孝允、大久保利通、伊藤博文、山縣有朋、勝海舟、井上馨、品川弥二郎、松方正義、桂太郎、原敬、福沢諭吉、後藤新平、陸奥宗光、芳川顕正、濱口雄幸、若槻禮次郎など
- 書簡の受信者 : 108人[2]
  - 西園寺公望、伊東巳代治、乃木希典、武富時敏など

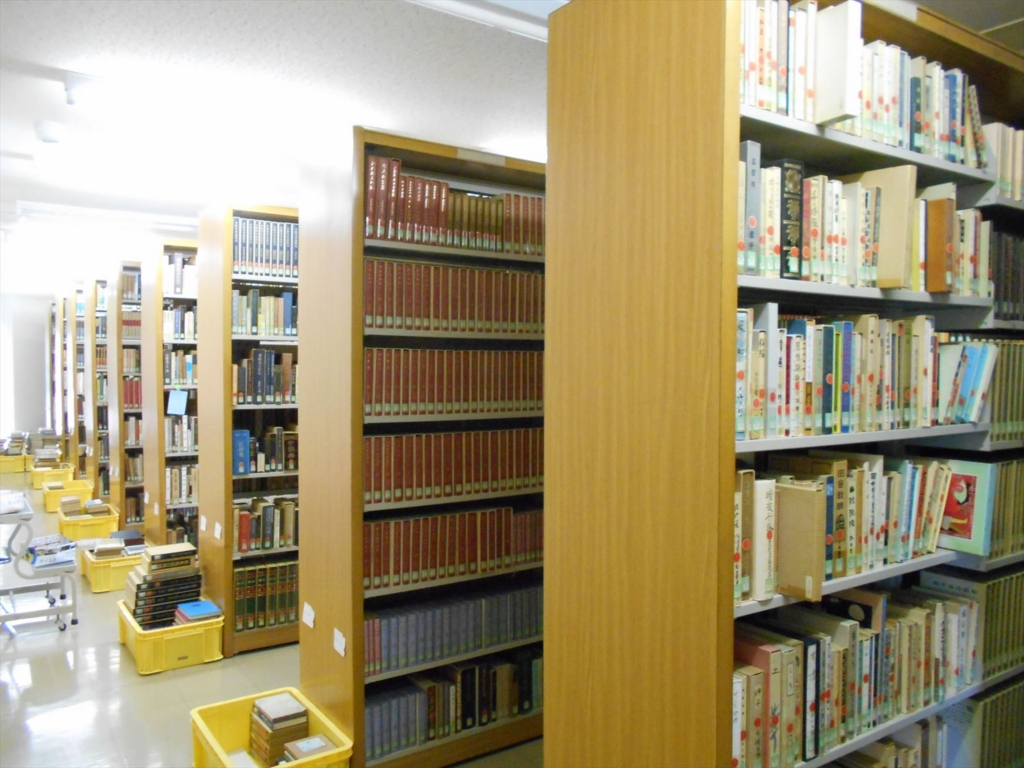
蔵書
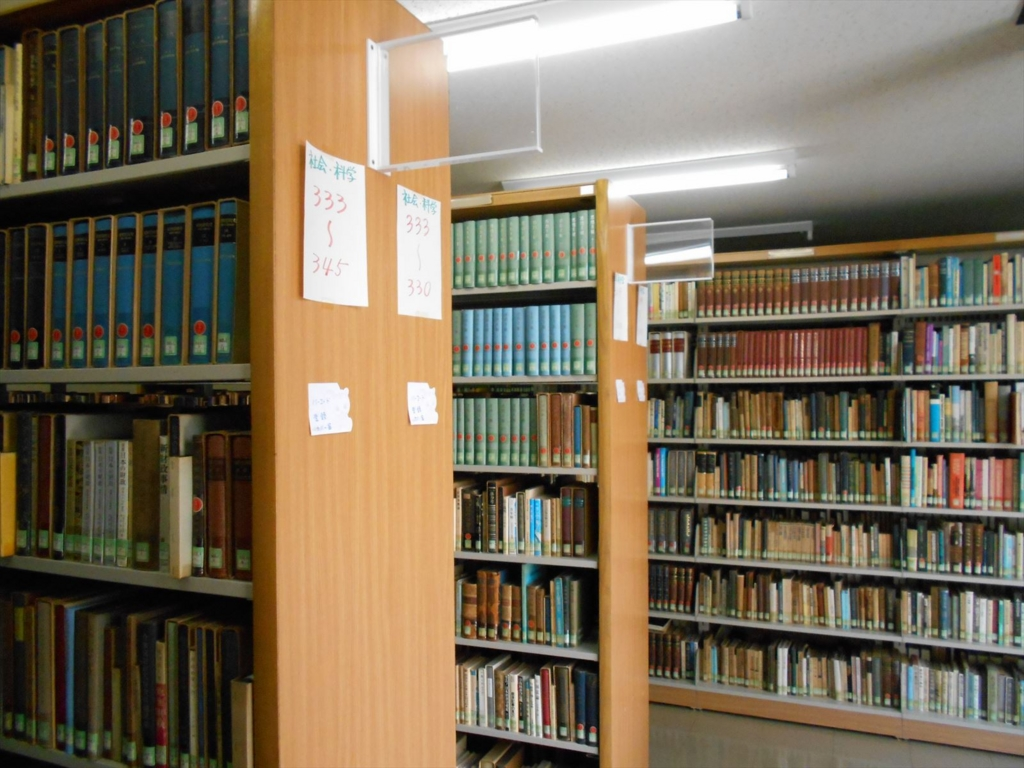
蔵書
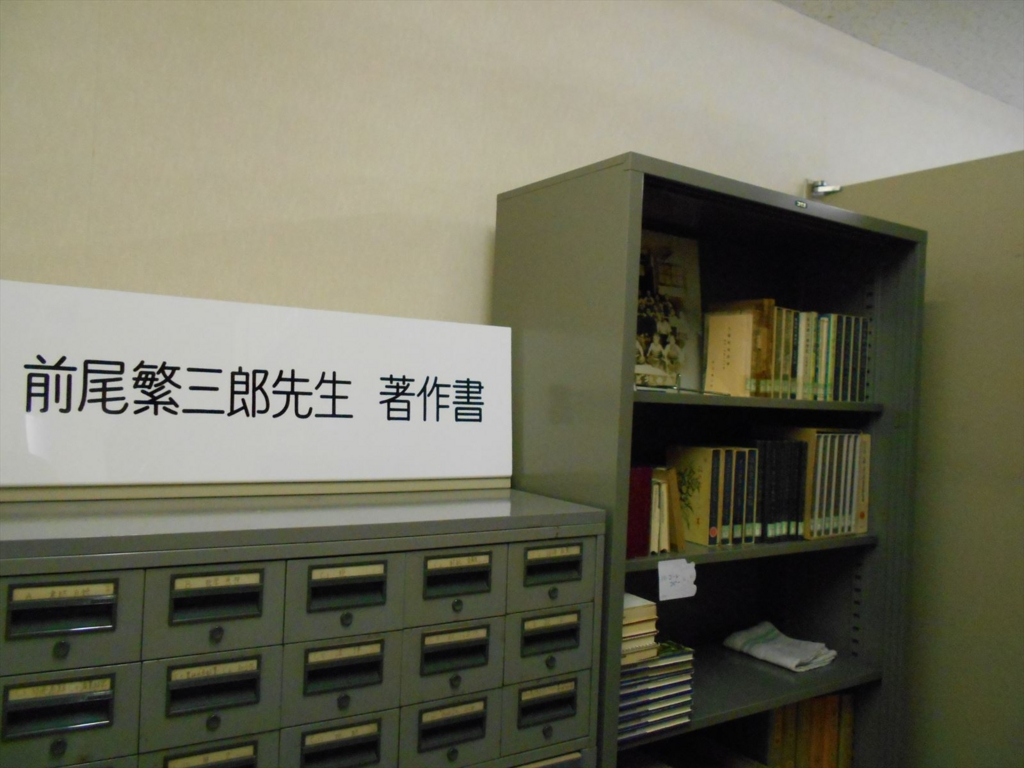
前尾繁三郎の著書

## 利用案内
- 開館時間 : 金曜・土曜・日曜の9時から17時[1]
- 休館日 : 月曜・火曜・水曜・木曜日・年末年始[1]
- 館外貸出 : 5冊まで、14日以内[1]

## 周辺
- 島崎公園
  - みやづ歴史の館（2000年開館）
  - 宮津会館（1967年開館）
- 宮津市立図書館旧館（1971年開館・2017年移転）
- 宮津市立前尾記念文庫